# Frederick Terna
Frederick Terna, ursprünglich Friedrich Arthur Taussig, (* 8. Oktober 1923 in Wien; † 8. Dezember 2022 in New York) war ein amerikanischer Maler und Überlebender des Holocaust. Als Künstler ist er auch unter dem Namen Fred Terna bekannt.

## Leben
Aufgewachsen ist Frederick Terna, Sohn einer jüdischen Familie, mit seinem Bruder Tommi in Prag, wohin die Familie 1926 gezogen war. Ternas Vater arbeitete für eine Schiffs-Rückversicherung, im Elternhaus wurde Deutsch und Tschechisch gesprochen. 1932, als Frederick neun Jahre war, starb seine Mutter an einer Lungenentzündung.
Am 15. März 1939 marschierte die deutsche Wehrmacht in der Tschechoslowakei ein. Frederick konnte sich zunächst mit falschen Papieren auf einem Bauernhof außerhalb von Prag verstecken. Doch nachdem ihn sein Vater aus Sorge zurück nach Prag gerufen hatte, wurde Frederick dort von der Gestapo verhaftet und kam am 3. Oktober 1941 in das Arbeitslager Linden (Lípa) bei Deutsch-Brod. Im März 1943 wurde er weitergeschickt in das KZ Theresienstadt, am 29. September 1944 nach Auschwitz (bis Ende 1944) und von dort als Zwangsarbeiter in den KZ-Außenlagerkomplex Kaufering des KZ Dachau. Im April 1945 entkam Frederick Terna bei einem Luftangriff der Alliierten, als er gerade in einem Viehwagen transportiert wurde. Mithilfe eines Metallstücks, das er in den Türschlitz des Wagens geschoben hatte, konnte er die Tür öffnen und herausspringen, als der Wagen beschossen wurde. Am 27. April 1945 wurde Frederick Terna, zusammen mit einem zweiten Überlebenden, von amerikanischen Soldaten in der Nähe von Kaufering entdeckt und gerettet.
Frederick Ternas gesamte Familie war in Konzentrationslagern ermordet worden, darunter sein Bruder Tommi 1942 in Treblinka.
Nach einer kurzen Zeit zurück in Prag, wo er seine Jugendliebe Stella Horner, ebenfalls eine Holocaust-Überlebende, heiratete, die ihn nach seiner Rückkehr aufgenommen hatte, zog er 1946 nach Paris und studierte an der Académie de la Grande Chaumière und an der Académie Julian. In Paris arbeitete er von 1947 bis 1949 zudem als ungelernter Buchhalter für die Alija Bet, die zweite große, inoffizielle Einwanderungswelle europäischer Juden nach Israel. Von Paris aus übersiedelten Frederick und Stella Terna, nach einem Jahr in Toronto, 1952 nach New York. Hier arbeitete er zunächst als Koordinator in einem Import-Export-Unternehmen. Stella litt unheilbar an den schweren Folgen ihres Traumas. Die Ehe wurde 1975 geschieden. Stella Terna starb am 23. März 1983.
1982 heiratete Frederick Terna seine zweite Frau, Rebecca Shiffman, eine Ärztin im Fachgebiet feto-maternale Medizin. 1987, Frederick Terna war bereits 64 Jahre alt, adoptierten sie ihren Sohn Daniel.
Daniel Terna wurde Fotograf und Galerist.

## Kunst
Im KZ Theresienstadt hatte Frederick Terna auf Papierfetzen mit dem Zeichnen begonnen. In seinen Bildern verarbeitete er die Anlagen und Umrisse der Baracken, Zäune, Tore und Wege durch das Lager.
Fred Ternas nach der Befreiung entstandene farbintensive Gemälde, zunächst in Öl, inzwischen in Acrylfarben, sind stark geprägt vom Informel und dem Abstrakten Expressionismus des Paris der 1940er und 50er Jahre. Sie nehmen auch gegenständliche Andeutungen auf wie Tempel, Tore oder Portale, manchmal auch Akte oder Landschaften. Das häufigste Motiv sind allerdings Flammen. „Alles, was ich male, hat mit Auschwitz zu tun.“ Das komplette Werk von Fred Terna ist eine Verarbeitung des Traumas „Holocaust“.
Seit 1966 stellte Fred Terna regelmäßig und überwiegend in den USA aus, vor allem in New York City, New Jersey, Long Island, aber etwa auch im Haus der Ghettokämpfer in Westgaliläa, Israel, (1985). Eines seiner Gemälde befindet sich in der Sammlung des Museums zur Geschichte des Holocaust des Yad Vashem. Ein anderes kaufte Hedy Lamarr in den 1960er Jahren für ihre private Sammlung. Das United States Holocaust Memorial Museum in Washington D.C. nahm über zwanzig Gemälde von Fred Terna in seine Sammlung auf.
In seinen späten Schaffensjahren wurde Fred Terna von der 321 Galerie vertreten, die Daniel Terna im Erdgeschoss von Ternas Haus in Brooklyn eingerichtet hatte. Im Obergeschoss befand sich Fred Ternas Atelier. 2016 wurde seine Arbeit auf der New Art Dealers Alliance (NADA)-Messe in New York präsentiert. 2017, mit 93 Jahren, zeigte der Künstler seine Ausstellung Processing Chaos, Recurring Echoes am Callahan Center at St. Francis College in Brooklyn, New York, und eine Werkschau über die Jahre 1970 bis 2017 unter dem Titel The Fiddle im Museum of Arts and Culture at New Rochelle High School. Außerdem nahm er 2017 zusammen mit Daniel Terna an der Ausstellung Progeny! in der Elizabeth Foundation for the Arts in New York teil, in der die Beziehungen und gegenseitigen Beeinflussungen in Künstlerfamilien beleuchtet werden. 2019 folgte die Ausstellung Place/Image/Object (1945–2018), zusammen mit Anna Plesset und Daniel Terna, bei Jack Barrett New York, in der Ternas Papierarbeiten aus seinen Pariser Jahren ab 1946 bis zu seiner Ankunft in New York 1952 vorgestellt werden. Sie zeigen sein erstes Zimmer in einem Pariser Hotel, die überfüllten Wohnungen im Quartier Latin, die Bäume des Bois de Boulogne, das Hafenbecken von Brooklyn und die Brücken von New York City. Im November 2022 luden das New Yorker Generalkonsulat der Tschechischen Republik und das Czech Center New York den 99-Jährigen zu der Ausstellung Flame Paintings in die Bohemian National Hall ein, eine Werkschau, beginnend mit seiner Arbeit in den 1980er Jahren bis in die Gegenwart. Noch während der Laufzeit der Ausstellung verstarb Fred Terna in New York.

## Wirken
Von 1978 bis 1981 war Frederick Terna Präsident der Jewish Visual Artists Association. Er unterhielt, nach einer Pause in den 1990er Jahren, eine sehr rege Ausstellungstätigkeit, außerdem hielt er regelmäßig Vorträge über Kunstgeschichte, über Religion und die Shoah. Seine Memoiren sind im Archiv der Abraham Joshua Heschel Schule in New York abrufbar. Im Jahr 1996 erschien seine Geschichte in When They Came to Take My Father: Voices of the Holocaust, und 2009 wirkte er in Hilary Helsteins Dokumentarfilm As Seen Through These Eyes mit. Auch in William Helmreichs 1992 erschienenem umfassenden Band Against All Odds: Holocaust Survivors and the Successful Lives They Made in America wird auf Fred Ternas Lebenslauf verwiesen.
Frederick Ternas Porträt, fotografiert von B. A. Van Sise, wurde aus Anlass der Holocaust Rememberance Days von April bis Dezember 2017 zusammen mit rund 20 anderen Überlebendenporträts in überdimensionalem Format an die Fassade des Museums of Jewish Heritage in New York projiziert.
Im Jahr 2015 nahm der damals 91-Jährige eine Einladung der KZ-Gedenkstätte Dachau zum Gedenken an den 70. Jahrestag der Befreiung des Konzentrationslagers Dachau an. Mehrere deutsche Medien berichteten nicht nur über seine Biografie, sondern auch über den Verlauf des Besuches.
2020 erschien die Biografie Painting Resilience: The Life & Art of Fred Terna von Julia Mayer.
2022 war Fred Terna Mitunterzeichner eines offenen Briefes neun prominenter Holocaust-Überlebender an den Wiener Bürgermeister Michael Ludwig, die den Abbau des Karl-Lueger-Denkmals an der Ringstraße in Wien fordern. Lueger war als Wiener Bürgermeister der Jahre 1897 bis 1910 für seinen Antisemitismus bekannt.
Noch im Sommer 2022 wurde der 99-Jährige als eine von 36 Persönlichkeiten ausgewählt, die im Rahmen der jährlich stattfindenden New York Jewish Week vorgestellt werden. Erstmals wurde 2022 die Wahl innovativer "junger" jüdischer New Yorkerinnen und New Yorker, die in Kunst, Kultur und Religion sowie im Geschäftsleben, in der Politik und als Philanthropen Herausragendes zum gesellschaftlichen Leben beitragen, auf Menschen jenseits der Altersgrenze von 36 Jahren erweitert.